# Zonzamas
Zonzamas serait l'un des derniers rois guanches de l'île de Lanzarote à la fin du XIVe siècle à l'arrivée des Espagnols. Son fils Guadarfia est le dernier chef indigène vaincu par l'expédition de Jean de Béthencourt en 1402,,.